# 謀略的未來
《謀略的未來》是光榮開發的合戰文字冒險遊戲，對應平台為任天堂DS，於2008年在日本發售。

## 遊戲玩法
遊戲分為「戰略部分」和「合戰部分」。遊戲基本的流程是，在戰略部分得到武將們的情報，並將這些情報運用在合戰部分，來能說服武將們接受三成的指揮。
戰況會隨著故事推進時時刻刻產生變化，選擇「報告」可以得到我方武將陣地附近的情報，以此為基礎「傳令」指示各武將該如何行動。有些關卡還有「地圖」選項，可以確認不同戰場的狀況，擬定聯攜作戰計畫。必須從系統所提示的選項中選擇最適切的行動來迎戰東軍。
對不肯聽令的我方武將，則要進行「說服」：從目前所知的情報中向對方提出可以令他改變心意的關鍵字、道具等。選擇可以失敗5次，成功說服對方的話可以令情況好轉，若是失敗的話，有可能無法重新進行說服（若三成死亡遊戲就會結束）。隨著故事的進行，要「說服」的不只是我方的武將，也可能是猛衝突擊的敵降，或其他的角色。
遊戲中盤會導入名為「天通眼」的戰場系統。在棋盤狀的戰場地圖上預測敵方行動並做出應對。積極追擊的敵將、固守防禦的敵將、想逃離戰場的敵將等，一面考慮對方的行動模式，一面移動我方軍隊，誘導敵方形成讓我方騎馬突擊、砲轟等戰術可以產生最大效力的陣型。由於天通眼模式是完全在三成的腦內進行的沙盤推演，因此不論失敗幾次都能重來，一旦成功便會轉為實際的行動。

## 劇情

### 設定
本作是以關原之戰為題材，以西軍指揮官石田三成為主角，東軍總大将德川家康為敵方，主要從西軍方的視點來描述關原之戰的作品。故事中有插入回想關原之戰前因的章節，但基本上是以慶長5年9月15日到隔天早晨的戰役為故事主軸。遊戲側重表現了關原主戰場的故事，而並未表現九州跟關東等方面的局勢，因而立花宗茂、上杉景勝、伊達政宗等人並未出現。
主角石田三成以及大部分的登場人物都是史實中參加過關原之戰的武將，雖然為了遊戲的趣味性，在武將的長相、個性以及之後的戰況發展等方面做了大膽的新詮釋，還加入了後述「天通眼」的特殊能力，但各角色的根本部份還是以史實為基礎，並沒有做太大的變動。

### 主要登場人物
※以下的年齡，身高等都是遊戲中角色造型上的設定，和實際史實上有相當的差異。

#### 西軍
石田三成
主角。對豐臣家宣示忠誠，以自己的信念為傲。不論敵我都坦誠應對的熱血青年。因此被左近稱作「笨蛋」，但這也可說是三成最有魅力的優點。遊戲中盤時，可以聽見人們心聲的「天通眼」能力會覺醒，將這個能力發揮到極限時，還可以預測戰場的動向，但似乎會給身體帶來不小的負擔。
平時會說些無聊的同音冷笑話，常讓珠樹無言以對。
島左近
三成家臣，也是天下聞名的名軍師。雖然對自己的上司三成總是毫不客氣的叫他笨蛋，但實際上對他的信念感到相當敬佩。在三成安危不明時，也會顯得慌亂不知所措。接受了三成的理想論，並為了實現它而賭上自己的性命。對三成而言，左近就像是可靠的父親、師父般的存在。
珠樹
島左近的女兒。代替前往前線的左近，擔任三成的護衛及輔佐的工作，在三成消沉時幫助他振作起來。和父親一樣對三成毫不客氣，有話直說。
與工作至上的左近間有些心理上的隔閡，在旁人看不到的地方兩人間應對常常客氣的不像父女，有時甚至會有像是快要吵起來般的緊張氣氛。
其角色可能是以史實上左近的真正女兒・珠（たま）為原型。是本作中少數和史實有相當大差距的人物。總是帶著一隻名叫梅子大福的白老鼠。
大谷吉繼
三成最好的朋友，也是西軍中頭腦數一數二的人。即使因病失去了視力，來日無多，基於和三成的友情與義理還是毅然加入西軍。雖然外表看來很柔弱，但在戰略上相當地有才華，為了勝利會展現連自己也能犧牲的氣魄。和東軍長於計謀的藤堂高虎互相視對方為好對手，但因為小早川秀秋的關係讓這次對決無法實現。
宇喜多秀家
西軍的主力武將。是備前57萬石的大大名，也是秀吉的養子，是位非常任性自我中心的少爺。不過為了自己的榮譽與堅持，在人們看不見的地方總是默默的付出比其他人更多的努力。經過說服後，承認三成是西軍的大將，搶著出風頭的行動也有所收斂。有些乍看之下是不聽指令擅自行動，之後會發現其實是為了三成好才做的。
小西行長
趣味：收支計算　/　喜歡的食物：沒有特別的好惡
西軍武將。商人出身，總將得失作為第一考量。就算是我軍有了危機，若沒有讓他看到出兵幫助能夠有所「得」的話他是不會行動的。雖然一旦感到危險就想立刻從戰場脫離，但這也是基於他自身『為了家臣及領民而不可有所損傷』的哲學才採取的行動，若是為了保護家臣們的安全，他也會義不容辭的挺身而出。
島津義弘
西軍武將。有著『鬼島津』稱號的九州之雄，是位寡言沉穩的老將。雖然身為大大名但投入關原的兵力卻不多，也不積極地參與戰鬥。被家臣們深深信賴著，當承認三成為總大將後就會發揮他的領導能力，展現一騎擋千的魄力。總是抱著一隻名叫鬼文旦的貓。
島津豐久
西軍武將，義弘的外甥。代替旁觀戰況的義弘，負責實際領導島津軍。由於敵人的策略以為被三成侮辱，就算解開誤會後也一直討厭著三成（對人的好惡相當極端）。不過，只要有能說服他的道理，他也有欣然聽從指揮的度量。對人相當強勢。
小早川秀秋
過去被當作豐臣秀吉的繼承人的豐臣家養子，因嫡子秀賴誕生而失去在豐臣家立場的悲劇貴公子。雖身為西軍的主力武將，卻不見他有命令自己部隊開始行動的意思。平常總掛著可愛的笑容，天真的舉動，其實心中抱持著對豐臣秀吉及許多人們滿滿的憎恨。
毛利秀元
代替留守大阪城的西軍總大將毛利輝元參戰。雖然以兵力而言是西軍的主力，但因家臣吉川廣家與東軍私通，有意的妨礙戰鬥而令毛利軍無法出兵。最初因為害怕傷及毛利家的名聲而不願自己下判斷，只是聽從身邊人們的建議，但經三成說服後，不再劃地自限，依著自己的判斷展現他身為將領的風範。
吉川廣家
毛利輝元的家臣，在毛利家有相當的實力與戰功而有著相當的影響力及發言權。合戰開始後完全沒有想移動部隊的意思，還佈下阻礙毛利軍進軍的陣式。其實私下和德川家康內通，協助東軍故意阻撓毛利軍參陣。
安國寺惠瓊
因為外交能力優秀，雖身為僧侶也被封為6萬石的大名。雖是一軍將領但因信奉佛祖而厭惡戰爭，並不積極參與戰鬥，但有必要的話也會基於「一蓮托生」（命運共同體）的精神而不惜餘力的協助我方。

#### 東軍
德川家康
關東250萬石的大大名。身為豐臣五大老的首位，秀吉亡故後成為天下實質上的支配者。東軍總大將，也是三成的宿敵。和三成同樣擁有可以預測戰局的「天通眼」能力，且比三成更能運用自如，一步步的將西軍逼入絕境。是位威風凜凜、冷靜沉著的現實主義者。雖然態度相當傲慢，但絕非為了私慾，而是另有其他理想才想取得天下。
福島正則
從小時候就跟隨在秀吉身邊，是豐臣家最老資格的將領之一。雖然在過去多場戰役中立下輝煌的戰功，但因以三成為首的文治派抬頭，漸漸失去了活躍的舞台，但他都將這些總結成針對三成一人的怨恨。個性相當衝動，在關原之戰時與宇喜多軍等正面交鋒。
井伊直政
東軍武將。相信家康即正義，並以正義使者自居，為了斬除所有與家康為敵的「惡」，身著紅色鎧甲帥氣登場。
血氣方剛，在關原之戰中，不管身為先峰的福島隊而最先到達戰場。註冊商標是青色的圍巾與「暗處必有光，惡所現正義」等正義凜然的口號。
藤堂高虎
東軍的策略家。一方面率領部隊參戰，另一方面也派遣忍者到西軍進行各式各樣的調查與策略。雖然乍看之下沒甚麼霸氣，是個喜歡開玩笑的人，但其實個性十分冷靜沉著，且有著能洞悉情勢的觀察力而倍受家康的信賴。認為「情緒激動了的話就輸了」，所以總把熱血的三成看作笨蛋。另一方面，認為大谷吉繼與自己十分相似而對他相當感興趣。
細川忠興
東軍武將。因為認為關原之戰前，愛妻葛蕾莎之死是由於三成強迫她當人質所致，所以對三成異常憎恨。被復仇的怨恨所支配，來勢洶洶，甚至一度攻入三成本陣。經三成說服後終於能夠理解愛妻的真意，因而失去戰鬥的欲望。原本是個會擔心妻子一人在家無聊而送她小鳥作伴的溫柔的丈夫。
田中吉政
東軍武將。個性溫和的老好人，和三成是老朋友，所以對參戰不是特別積極。因為無法招架英勝院的斥責，只好應付式的參與戰鬥。在英勝院沒盯著的時候就會迅速從戰場脫離，相當不像戰國大名的作風。
英勝院
家康之妻。為了鼓舞士氣而參戰，但總是出乎丈夫意料的衝上最前線。雖然勇氣與對家康專注的愛意相當令人欽佩，但也因此常常看不見周遭的戰況，連原本應該監督的田中吉政都沒注意，而給了他逃跑的機會。
黑田長政
東軍武將。雖然身為豐臣家家臣，比起君臣之義，聽從父親孝高的決定而參與東軍。個性極為謹慎，為了穩住黑田家的在家康陣營的立場而執意一定要贏。特色是奇妙的瀏海與大大的頭盔。話尾總是帶了「～イカ」。
本多忠勝
最為家康所信賴，德川家最強的武將。「一次都沒有在戰場上受傷」的武勇，成為三成等人的阻力。打從心底仰慕著家康，並有著不論面臨什麼狀況都會以身為盾徹底護衛家康安全的決心。
池田輝政
東軍武將。由於父親恒興和哥哥元助在小牧長久手之戰忘了自己的使命企圖突破，結果被殺死而敗戰。因此相當執著忠實自己的使命。非常重視義理，只要是主上的命令不論到了什麼狀況都會嚴守，愚直的徹底執行任務，對東軍來說反而是令人擔心的部將。
本多正信
家康的家臣。原本只是個養鷹人，因為謀略的才能高超而被家康聘為重臣。家康大半的謀略據說都是由他擬定的。也有喜歡故意用言語刺傷他人弱點的惡劣興趣。養著一隻叫做「姬蓬」的老鷹。

#### 其他人
淀殿
豐臣秀吉的側室，也是秀吉的嫡子秀頼的生母。秀吉死後，成為豐臣家中心的象徵。因為心痛戰亂而要三成協力請大名的妻子們到大阪城內避難。雖然乍看之下相當柔弱，令人忍不住想保護她，但其實有著能在充滿悲劇的戰亂時代中走過來的算計機心。
細川葛蕾莎
細川忠興之妻。以絶世美女而為人所知，對西洋文化相當了解。不論發生什麼事都會貫徹對夫君的愛的深情女性。本名為明智玉，信奉基督教，葛蕾莎為其洗禮名。
在經三成說服決定進入大阪城的隔天，家中發生不明火災而殞命。
角色的身後總帶著巨大百合花，針對這點吐槽的人就輸了。
阿初
秀吉死後，在三成被軟禁佐和山城時，服侍他的侍女。因為小時候和三成有些因緣，而對三成抱著強烈的愛意（三成已經忘了）。
其實是藤堂高虎送來的女忍者，在探查三成動向的任務和自己的戀情中掙扎著。
被認為是以德川派去石田三成身邊當間諜的初芽局為角色原型。

## 發行
- 電視廣告則是採用倖田來未所唱的《TABOO》為主題曲。

## 外部連結
- 謀略的未來官方網站（页面存档备份，存于）
- 巴哈姆特網站遊戲介紹（页面存档备份，存于）